# دون بانس
دون بانس (بالإنجليزية: Don Bunce)‏ هو لاعب كرة قدم كندية أمريكي، ولد في 17 يناير 1949 في ريدوود في الولايات المتحدة، وتوفي في 15 أبريل 2003 في سانتا كروز في الولايات المتحدة بسبب نوبة قلبية.